# 王滝村

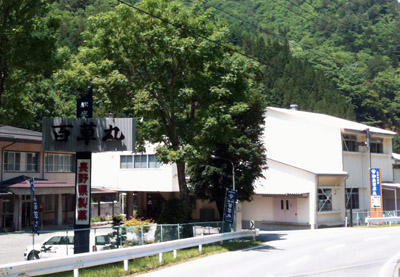
長野県製薬

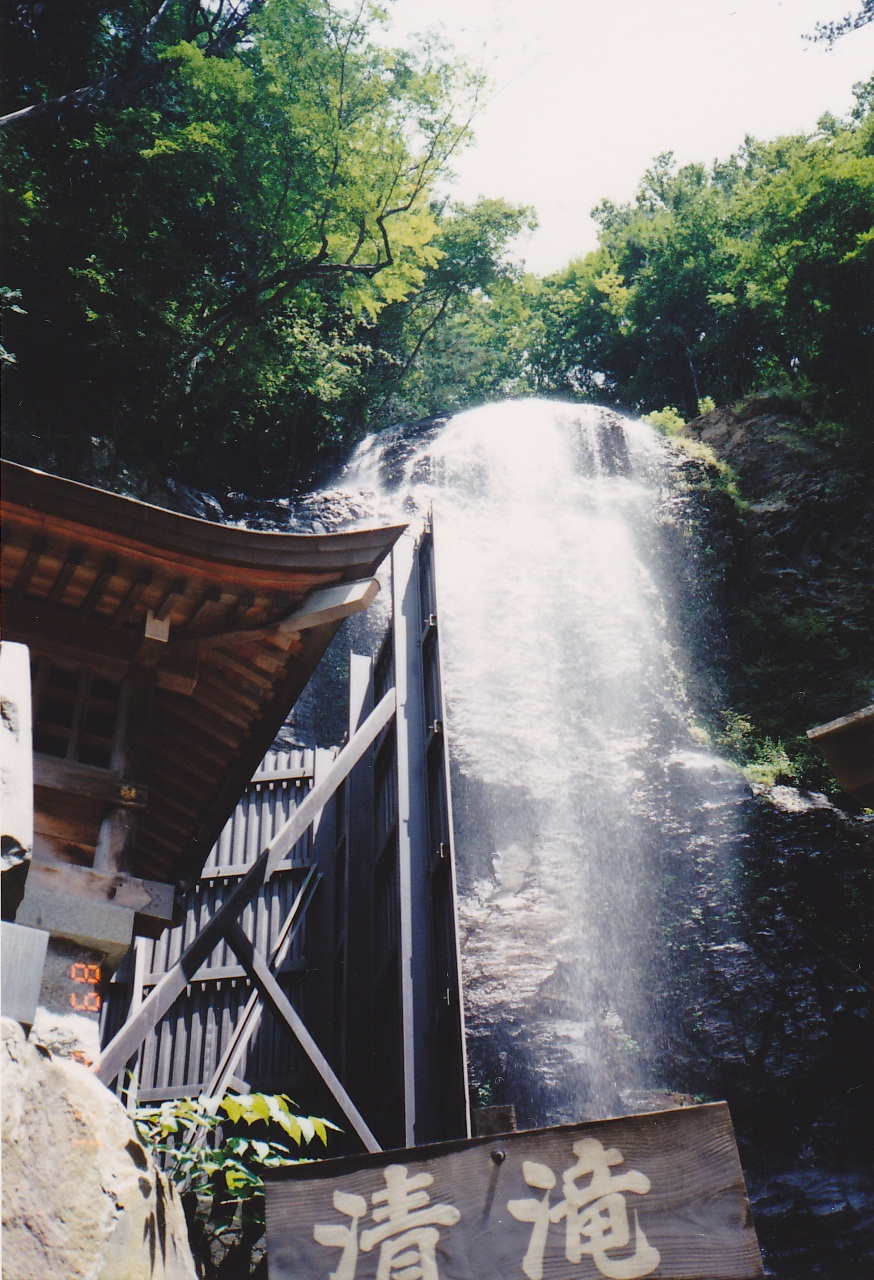
御嶽山王滝口三合目の清滝

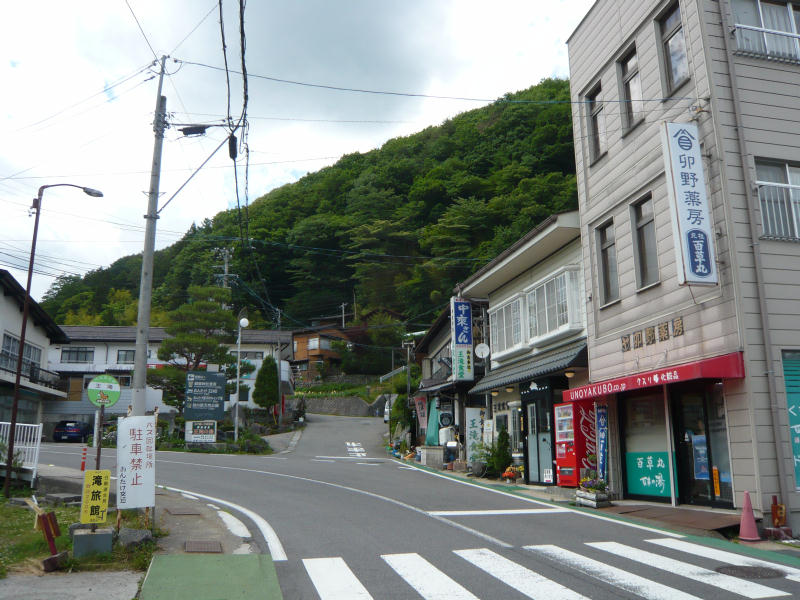
王滝村中心部

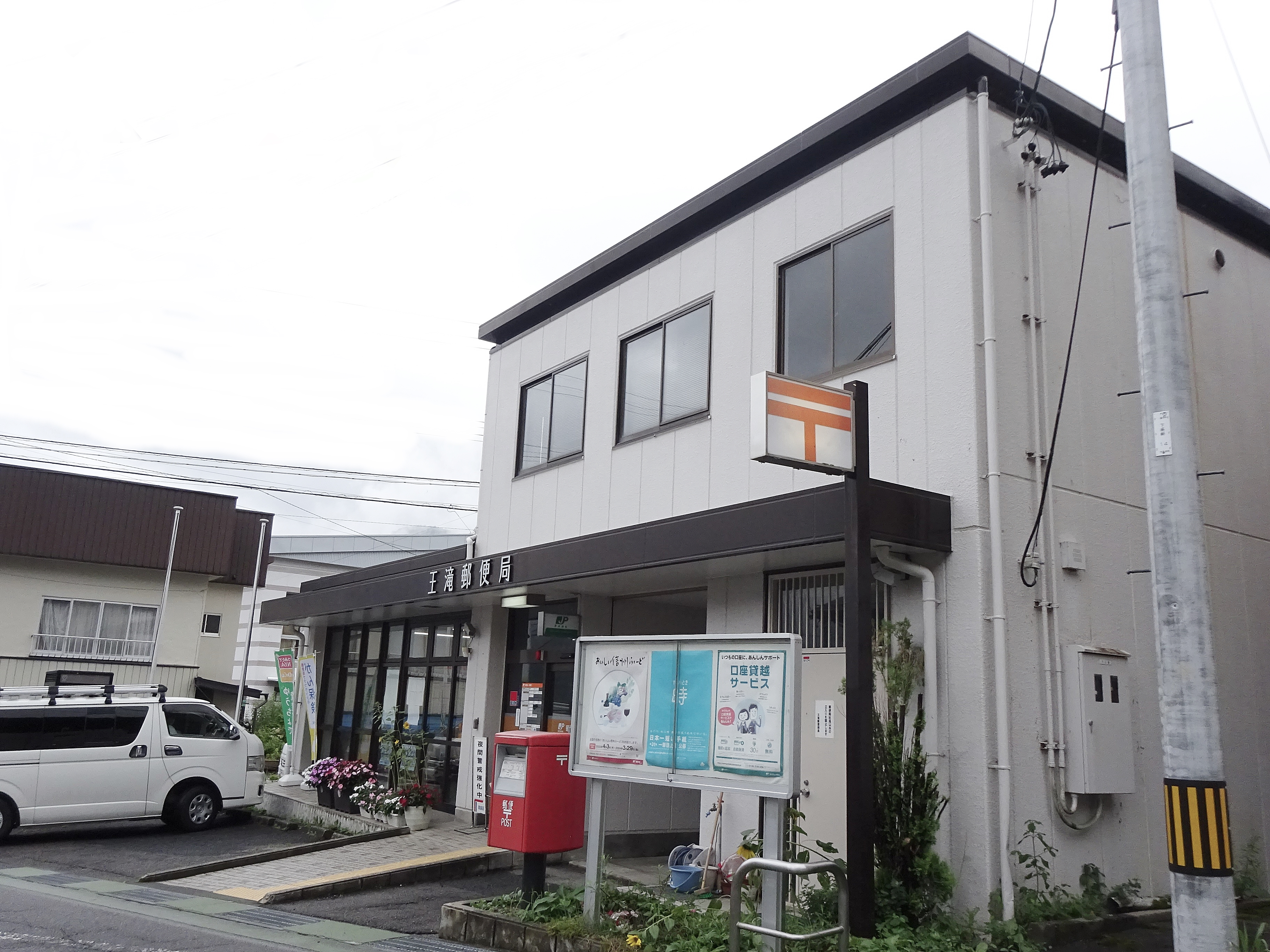
王滝郵便局

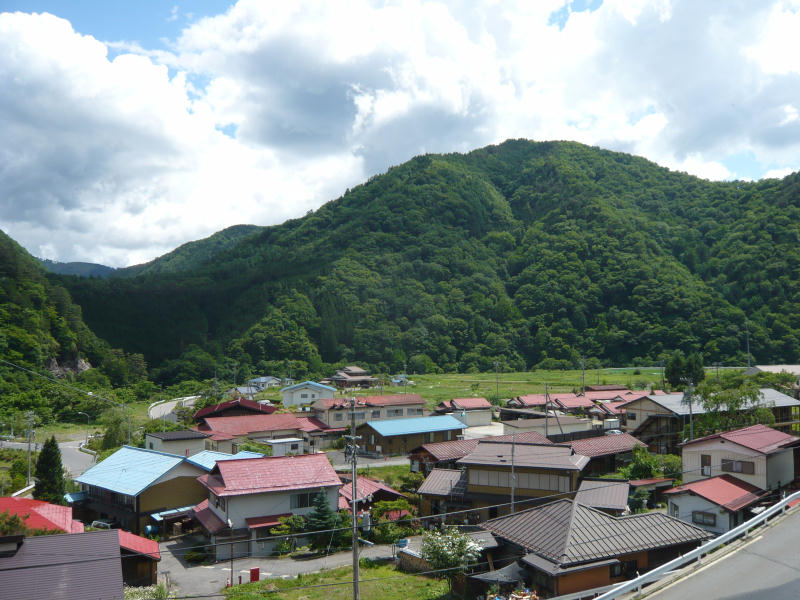
王滝村王滝地区

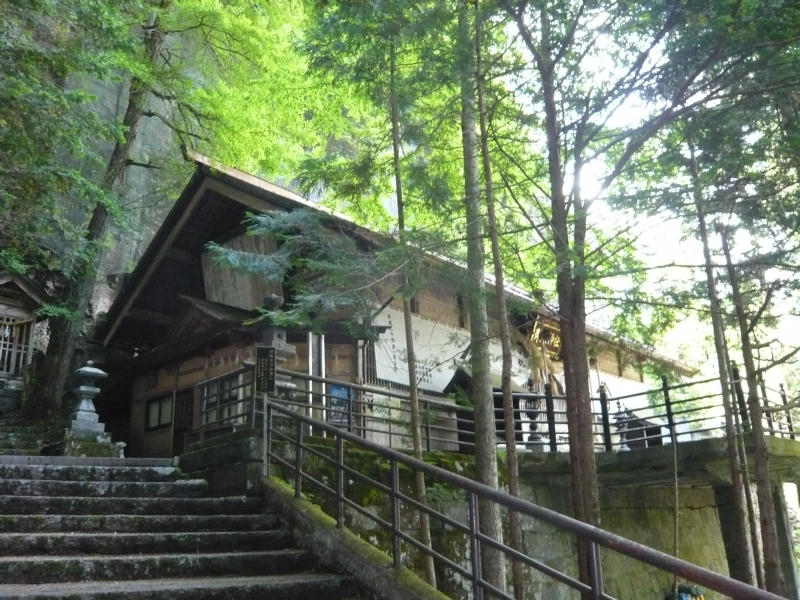
御嶽神社里宮

王滝村（おうたきむら）は、長野県の南西部に位置する村で、木曽郡に属する。富士山・白山と並ぶ御岳信仰の山である御嶽山のふもとに位置する。

## 概要
王滝村は長野県の南西部にあり、西側は岐阜県と接する。村の北側には御嶽山がある。
かつては林業がさかんで、「木曽ヒノキ」が知られた。それは日本三大美林に数えられている。昔は、伐採したヒノキを筏にして川を利用した水運方法で上松町の製材所まで運ばれていた。しかしダムの建設により水運が出来なくなってしまったため、代わりの運搬手段として木曽森林鉄道が整備された。木曽森林鉄道は木材の運搬だけでなく、住民の足としても活躍していた。
特に王滝川の奥（上流部）の「木曽ヒノキ」は品質が高く、江戸時代から伐採が保護されてきた。1970年頃は1本10万円以上の価値があり、高級材木として知られた。さらに伊勢神宮の建築材として使用されていた。

## 行政

### 村長
- 越原道広 - 2022年2月12日就任

### 村役場
村役場は1953年（昭和28年）に建設された木造2階建て、延べ床面積約570平方メートルの建物である。老朽化が進んでいるが、増改築で構造が複雑になり耐震補強はできないとみられ、2021年度末に休校となった王滝中学校の校舎へ移転する計画がある。

### 加入する広域連合
- 木曽広域連合

### 財政
財政力指数は2005年度決算分で0.27、2009年度決算分で0.25。
またラスパイレス指数は、総務省が発表した2006年4月1日時点の国家公務員の俸給額を100とした対比での数字は67.5となっており、全国最下位であった。また、2011年4月1日時点では、91.2。地域手当補正後ラスパイレス指数も同様の値であり、全国最下位でないものの（2011年の全国最下位は大分県姫島村である。）、長野県内では、77団体中69位である。

## 姉妹都市・提携都市

### 国内
友好都市
- 東郷町(愛知県愛知郡) - 友好都市提携

提携都市
- 大府市(愛知県) - 都市間交流協定提携

## 歴史
木曽谷で唯一、江戸時代のままの区域で形成されている自治体である。
- 1889年（明治22年）4月1日 - 町村制の施行により、西筑摩郡王滝村の区域をもって、西筑摩郡王滝村が発足する。
- 1961年（昭和36年） - 牧尾ダム完成（貯水量7500万m3、1957年着工）。農地の3割が水没し、2割の住民が移住。補償金でスキー場開発[6]。
- 1968年（昭和43年）5月1日 - 西筑摩郡が名称を変更して、木曽郡となる。
- 1979年（昭和54年）10月28日 - 御嶽山が水蒸気爆発（有史以来初めての爆発）。
- 1984年（昭和59年）9月14日 - 長野県西部地震発生。御嶽山南側の山体崩壊（御嶽崩れ）により土砂災害が発生。死者・行方不明者29名、住宅全半壊87棟。
- 1993年（平成5年） - スキー場入場者数が66万7千人になり、ピークを迎える（1989年：50万人。2011年：5万人）[6]。
- 2005年（平成17年）5月 - 財政非常事態宣言[6]。
- 2014年（平成26年）9月27日 - 2014年の御嶽山噴火（58人死亡）。当時の人口859人[7]。
- 2017年（平成29年）6月25日 - 長野県南西部を震源とする地震（M5.7）が発生。王滝村・木曽町で震度5強を観測。震源は長野県西部地震にごく近かかった。
- 2018年（平成30年）7月8日 - 平成30年7月豪雨により王滝川が増水し、幅約5メートルの村道が60メートルに渡り崩落。外国人観光客含め19人が一時孤立した[8]。

### 変遷表
| 明治元年             | 明治7年 11月7日      | 明治9年 8月21日      | 明治12年 1月4日 郡区町村 編成法施行 | 明治22年 4月1日 町村制施行 | 昭和43年 5月1日 郡名変更 | 現在                 |
| -------------------- | -------------------- | -------------------- | ----------------------------------- | -------------------------- | ------------------------ | -------------------- |
| 信濃国 筑摩郡 王滝村 | 筑摩県 筑摩郡 王滝村 | 長野県 筑摩郡 王滝村 | 長野県 西筑摩郡 王滝村              | 長野県 西筑摩郡 王滝村     | 長野県 木曽郡 王滝村     | 長野県 木曽郡 王滝村 |

## 隣接する自治体
長野県
- 木曽郡：大桑村・上松町・木曽町

岐阜県
- 下呂市
- 中津川市

※王滝村へ入ることができる道路は、実質的に木曽町から通じる県道256号および牧尾ダム右岸道路のみとなっている。上松町とは1本の林道が通じているのみで、下呂市・中津川市は営林署専用林道のみで一般車の往来は不可。大桑村とは車道が通じていない。

## 施設

### 農林水産省
- 林野庁中部森林管理局木曽森林管理署
  - 瀬戸川森林事務所
  - 南滝越森林事務所
  - 氷ヶ瀬森林事務所
  - 王滝治山事務所

### 警察
- 木曽警察署
  - 王滝村警察官駐在所

### 消防
- 木曽広域消防本部

消防団
- 王滝村消防団

## 人口
| |                                        |  |
| 王滝村と全国の年齢別人口分布（2005年） | 王滝村の年齢・男女別人口分布（2005年） |  |
| ■紫色 ― 王滝村 ■緑色 ― 日本全国 | ■青色 ― 男性 ■赤色 ― 女性              |  |
| 王滝村（に相当する地域）の人口の推移 \| 1970年（昭和45年） \| 2,266人 \| \| \| 1975年（昭和50年） \| 2,037人 \| \| \| 1980年（昭和55年） \| 1,768人 \| \| \| 1985年（昭和60年） \| 1,708人 \| \| \| 1990年（平成2年） \| 1,239人 \| \| \| 1995年（平成7年） \| 1,232人 \| \| \| 2000年（平成12年） \| 1,205人 \| \| \| 2005年（平成17年） \| 1,097人 \| \| \| 2010年（平成22年） \| 965人 \| \| \| 2015年（平成27年） \| 839人 \| \| \| 2020年（令和2年） \| 715人 \| \| |                                        |  |
| 総務省統計局 国勢調査より |                                        |  |
| 1970年（昭和45年） | 2,266人                                |  |
| 1975年（昭和50年） | 2,037人                                |  |
| 1980年（昭和55年） | 1,768人                                |  |
| 1985年（昭和60年） | 1,708人                                |  |
| 1990年（平成2年） | 1,239人                                |  |
| 1995年（平成7年） | 1,232人                                |  |
| 2000年（平成12年） | 1,205人                                |  |
| 2005年（平成17年） | 1,097人                                |  |
| 2010年（平成22年） | 965人                                  |  |
| 2015年（平成27年） | 839人                                  |  |
| 2020年（令和2年） | 715人                                  |  |

## 教育
- 王滝村立王滝小学校
- 王滝村立王滝中学校（2022年度より休校、木曽町立木曽町中学校に事務委託）

## 交通

### 鉄道
村内を鉄道路線は通っていない。鉄道の最寄り駅は、JR東海中央本線木曽福島駅。

### 路線バス
- 木曽町生活交通システム
- 王滝村営バス（夏季のみ）
- 巡回王滝号[9]

### 道路
- 長野県道256号御岳王滝黒沢線
- 御岳スカイライン
御岳山の南東麓にある標高約900 mの御岳湖から、御嶽七合目にあたる標高2180 mの田ノ原記念公園（田の原山荘駐車場）に至る村道[10]。かつては有料の林道であったが、現在は王滝村道として無料開放されている[11]。区間は17.2 km、標高差は約1200 mあり、つづら折れのワインディングロードとなっている[10]。麓は森の中の舗装路で、御岳高原付近からは視界が開け、おんたけ2240スキー場のゲレンデを横切ったりしながらガードレールの無い道路が頂上まで続く[10]。自動車・オートバイのほか自転車も通行できるが、11月下旬から4月下旬までの期間は冬季閉鎖される[11]。御嶽神社参拝のための御嶽登山口にもなっている終点の田の原山荘駐車場から、霊峰・御嶽山の山頂が目前にそびえ、スキー場がある付近からは、中央アルプス（木曽山脈）の山並みを一望できる[11]。

## 名所・旧跡・観光スポット・祭事・特産品

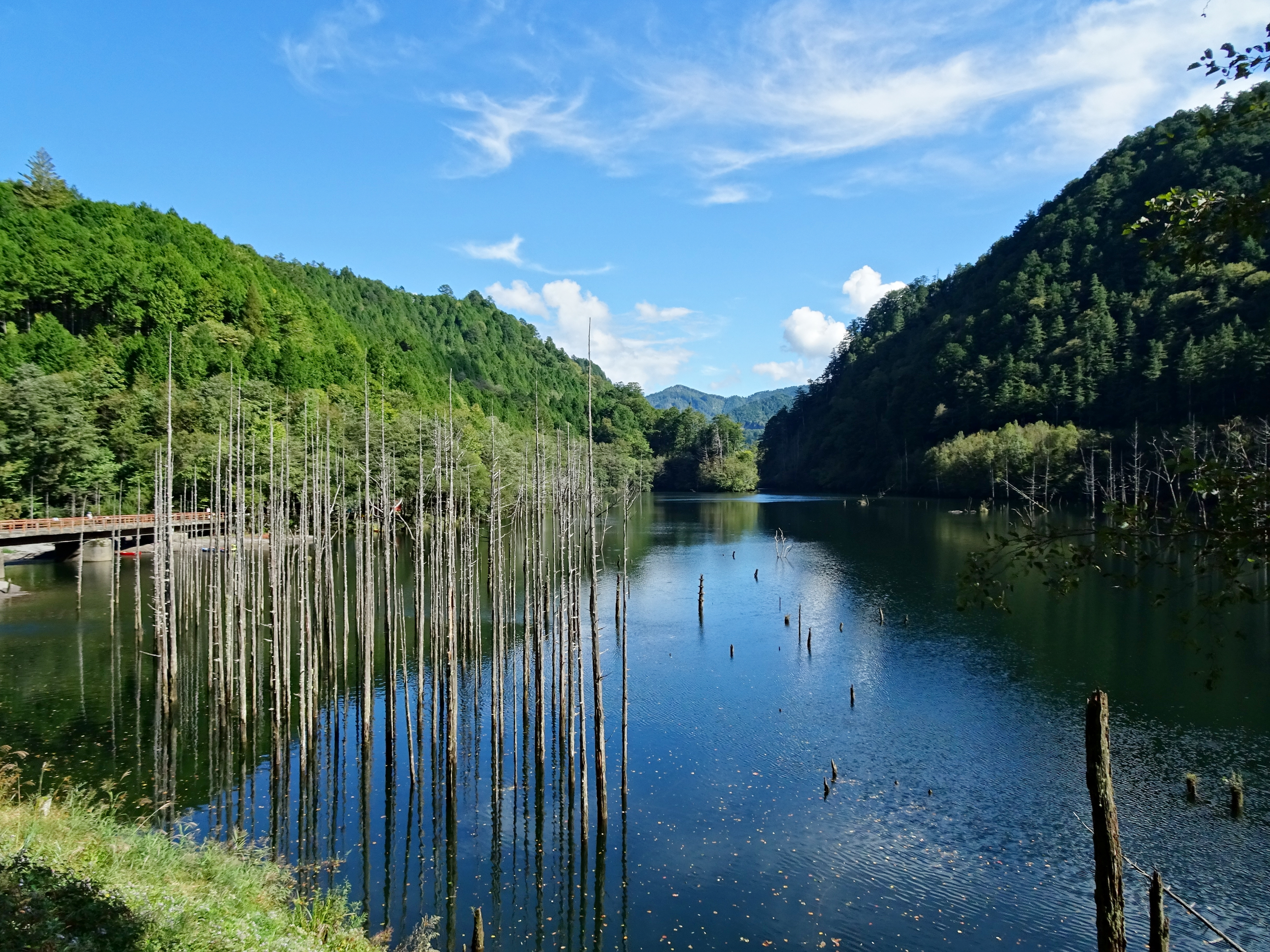
王滝川の自然湖

### 観光スポット・施設
- 御嶽山
  - 長野県立御嶽山ビジターセンター「やまテラス王滝」 - 木曽町御嶽山ビジターセンター「さとテラス三岳」（木曽町）とともに御嶽山ビジターセンターを構成する。
  - おんたけ2240（旧・おんたけスキー場）
  - おんたけ銀河村キャンプ場
  - 田の原天然公園
  - 御岳山岳歴史文化会館
- 三浦ダム
- 牧尾ダム
- 松原スポーツ公園（スポーツ施設のほか、木曽森林鉄道の車両を動態保存し、車庫や路線が整備されている）
- モンゴル乗馬ノーサイド王滝 - 北白樺高原・長門牧場内のモンゴル乗馬ノーサイドと提携し、木曽駒や道産子の乗馬体験（8月のみ）

### 企業
- 長野県製薬

### 神社仏閣
- 木曽御嶽神社王滝口
- 八海山神社
- 鳳泉寺

### 特産品
- 百草、百草丸
- 朴葉巻き - 小豆あんの餅を、朴（ほう）の葉で包み蒸したもの
- すんき漬け
- 蕎麦、すんきそば
- 王滝かぶ

## 出身著名人
- 越和宏（スケルトン選手）